# Paralephana leucopis
Paralephana leucopis là một loài bướm đêm trong họ Noctuidae.